# 沖縄県道118号線
沖縄県道118号線（おきなわけんどう118ごうせん）は、沖縄県名護市大南を通る一般県道。

## 概要

### 区間
- 起点：名護市大南1丁目（沖縄県道84号名護本部線）
- 終点：名護市大南2丁目（沖縄県道91号本部循環線）
- 総延長：572m
- 実延長：264m

※公式には起点終点ともに"名護市字名護"とされているが、1996年（平成8年）に住居表示が実施され、この道路を通る地域が名護市大南となった。

### 通過自治体
- 名護市

### 交差する路線
- 沖縄県道84号名護本部線（起点）
- 沖縄県道91号本部循環線（終点）

### 主要施設
- 名護市役所（名護市港）

### 交通規制
- 全線一方通行（起点→終点方向）
- 大型車通行禁止（かつては路線バスのみ対象外だった）

## 歴史・特徴
- 1961年（昭和36年）に琉球政府道118号線として指定。1972年（昭和47年）の本土復帰と同時に県道118号線となった。もとはこの路線は今帰仁村までの区間だったが、他の県道（一部は現在国道）の重複路線であるため現在の区間だけとなった。
- この道路は道幅が1車線と小さく、住宅地の筋道となっているため、県道とは一目では見分けがつけにくい。そのため一方通行とし、大型車の通行を規制している。ただし規制当時は路線バスの通過路線であるため対象外だったが、現在は２車線の県道や市道が整備され、そこを通るためこの道路を通過する路線バスはない（ちなみに路線バス運行当時は、区間内に大南バス停があった）。
- もとは大南2丁目の琉球銀行大宮支店前から県道本部循環線方面へ合流するかたちで、多くの地図もこのようになっているが、現在は交通安全上、大南1丁目の名護市役所前に短絡線を新設してそこから県道へ抜けるようにしている。そのため実質は終点も大南1丁目である。